# Germainia truncatiglumis
Germainia truncatiglumis är en gräsart som först beskrevs av Ferdinand von Mueller och George Bentham, och fick sitt nu gällande namn av Chai-anan. Germainia truncatiglumis ingår i släktet Germainia och familjen gräs. Inga underarter finns listade i Catalogue of Life.